# Dackekuriren
Dackekuriren är en studenttidning som utges av Smålands nation vid Lunds universitet. Den startades 1963 och är avsedd att utkomma fyra gånger om året. Utgivningen under perioden 1995 till 2003 var sporadisk med som mest tre nummer på ett år. Majoriteten av de utgivna numren finns tillgängliga på Lunds Universitetsbibliotek.
Innehållet i tidningen har varierat under årens gång. I början var den en nationstidning av många (alla nationerna vid Lunds universitet har givit ut tidningar till och från). Efter att nationen genomgick en förvandling till en mer politisk profil fick tidningen också detta. Under denna period (1972-1995) så publicerades den också i tabloidformat med ett största sidantal på 32 sidor. Sedan 1995 har tidningen publicerats i A4-format med ett högsta sidantal på 28 sidor. Upplagan är 2000 exemplar och tidningen kommer under gynnsamma förhållanden ut i fyra nummer per år. Runt år 2002 fördes det en diskussion om att göra tidningen till en webbtidningen, men projektet rann ut i sanden.
År 2004 fick tidningen pris för bästa nationstidning, ett pris som delas ut av redaktörskollegiet i samarbete med Sydsvenska Dagbladet. Nämnas bör att endast fem nationer hade mäktat att producera en tidning till tävlingen.
Hösten 2006 fick tidningen ett starkare feministiskt fokus. Samtidigt förkortades namnet till DK (förkortningen av Dacke-Kuriren). Under våren 2007 övergavs det 28 sidiga A4-formatet för ett 32 sidigt B5-format. Upplagan under läsåret ht 2006 - vt 2007 har rört sig emellan 1 500 och 1 700 exemplar.
Tidningen är döpt efter den småländske upprorsledaren Nils Dacke.